# 和歌山市立和歌浦小学校
和歌山市立和歌浦小学校（わかやましりつわかうらしょうがっこう）は、和歌山県和歌山市和歌浦西2丁目にある市立小学校。

## 沿革
- 1876年（明治9年）3月31日 - 明光小学創立、和歌村字和中の性応寺内の堂宇を使用。
- 1895年（明治25年）4月1日 - 分教場を法福寺内及び土山に開設。
- 1899年（明治32年）
  - 4月29日 - 校舎移転。和歌浦尋常小学校に校名変更。
  - 7月 - 和歌浦尋常高等小学校開設。
- 1903年（明治36年）4月1日 - 付属裁縫学校設置。
- 1908年（明治41年）4月1日 - 本年より義務教育年限6ヶ年となる。
- 1912年（明治45年）4月1日 - 校歌を採定。
- 1914年（大正3年）4月9日 - 通知簿を全児童に給付。
- 1916年（大正5年）6月3日 - 校旗製作。
- 1918年（大正7年）3月6日 - 付属裁縫学校廃止
- 1926年（大正15年）5月1日 - 創立50周年講堂落成式挙行。
- 1934年（昭和9年）
  - 4月1日 - 和歌浦幼稚園教室を独立。
  - 9月21日 - 大暴風雨のため校舎破損。臨時休校。
- 1936年（昭和11年）11月5日 - 創立60周年記念式典挙行。温室、校門建設。
- 1941年（昭和16年）4月1日 - 国民学校令により和歌山市和歌浦国民学校と改称。
- 1947年（昭和22年）4月1日 - 新学制導入により和歌山市立和歌浦小学校と改称。
- 1948年（昭和23年）3月20日 - 育友会発足。
- 1955年（昭和30年）3月28日 - 和歌山市初の鉄筋コンクリート校舎落成。
- 1963年（昭和38年）  8月4日 - プール竣工式挙行。
- 1966年（昭和41年）7月29日 - 創立90周年記念として、講堂の床を張替えて体育館として使用。
- 1971年（昭和46年）5月1日 - 少人数学級設置。
- 1976年（昭和51年）5月2日 - 創立100周年記念式典挙行。
- 1981年（昭和56年）3月8日 - 給食室新築完成。
- 1987年（昭和62年）9月下旬 - 校舎、屋内体育館、プール完成。
- 1996年（平成8年）5月18日 - 創立120周年記念集会開催。
- 2006年（平成18年）11月18日 - 百三十周年記念式典挙行。
- 2011年（平成23年）5月18日 - 地震・大津波を想定した避難訓練を行い、全校で和歌公園へ避難する。

## 学区[2]
- 塩屋6丁目（2番58号～2番61号、3番24号～3番999号）
- 新和歌浦（全域）
- 和歌浦中1丁目（1番～2番1号、2番4号～999番）
- 和歌浦中2丁目（全域）
- 和歌浦中3丁目（全域）
- 和歌浦西1丁目（8番2号～8番20号、10番2号）
- 和歌浦西2丁目（全域）
- 和歌浦東1丁目（2番～4番、5番4号～999番）
- 和歌浦東2丁目（全域）
- 和歌浦東3丁目（全域）
- 和歌浦東4丁目（全域）
- 和歌浦南1丁目（全域）
- 和歌浦南2丁目（全域）
- 和歌浦南3丁目（全域）
- 和歌川町（全域）

## 周辺
- 和歌山市役所和歌浦支所
- 県立武道館
- 東照宮
- 御手洗池
  - 御手洗池公園

## アクセス
- 和歌山バス4・24・30・34系統で、「権現前」停留所から、徒歩約160m・約3分。
  - JR和歌山駅・南海和歌山市駅から先述の路線バスで「権現前」停留所下車後、徒歩。

## 学区が隣接している学校
- 和歌山市立浜宮小学校 （海を挟んで隣接。）
- 和歌山市立名草小学校
- 和歌山市立宮前小学校
- 和歌山市立高松小学校
- 和歌山市立雑賀小学校
- 和歌山市立雑賀崎小学校